# Alina Talajová
Alina Talajová (bělorusky Аліна Талай; * 14. května 1989, Orša, Vitebská oblast) je běloruská atletka, sprinterka, která se věnuje krátkým překážkovým běhům. V roce 2015 vybojovala v Praze titul halové mistryně Evropy v běhu na 60 metrů překážek. Po diskvalifikaci Nevin Yanıtové dodatečně získala dvě zlaté medaile z HME 2013 a ME 2012.

## Kariéra
První velký úspěch zaznamenala v roce 2008 na juniorském mistrovství světa v Bydhošti, kde ve finále běhu na 100 metrů překážek skončila těsně pod stupni vítězů, na 4. místě jako nejlepší z Evropanek. Bronz vybojovala v čase 13,49 s Kubánka Belkis Milanésová, která byla o pouhou jednu setinu sekundy rychlejší. Stříbro získala Jamajčanka Shermaine Williamsová a zlato Američanka Teona Rodgersová.
V roce 2009 vybojovala v litevském Kaunasu bronzovou medaili na evropském šampionátu do 23 let. Na halovém MS 2010 v katarském Dauhá i na ME v atletice 2010 v Barceloně postoupila z úvodních rozběhů do semifinále. Do finále se však neprobojovala. V roce 2011 na halovém ME v Paříži doběhla ve finále závodu na 60 metrů překážek v čase 7,98 s na 5. místě. V témže roce se stala v Ostravě mistryní Evropy do 23 let. Ve finále se jako jediná dokázala dostat pod 13 sekund a titul získala v čase 12,91 s. Od rekordu šampionátu Švédky Susanny Kallurové z roku 2003 ji dělily tři setiny.
V roce 2012 uspěla na halovém MS v Istanbulu, kde si doběhla v čase 7,97 s pro bronzovou medaili v závodě na 60 metrů překážek. O tři setiny byla rychlejší jen Britka Tiffany Porterová a halovou mistryní světa se stala Sally Pearsonová z Austrálie, která předvedla nejrychlejší časy také v rozběhu a semifinále. Další cenný kov získala také na evropském šampionátu v Helsinkách, kde ve finále nestačila jen na Nevin Yanıtovou z Turecka a brala stříbro. Po diskvalifikaci turecké soupeřky dostala dodtaečně 
Bronz vybojovala její krajanka Jekatěrina Poplavská.
Jejím trenérem je halový mistr Evropy z roku 1976 v běhu na 60 metrů překážek a stříbrný medailista z halového ME 1977 Viktor Mjasnikov.

### Osobní rekordy
- 60 m př. (hala) – 7,85 s – 6. března 2015, Praha (NR)
- 100 m př. – 12,71 s – 6. srpna 2012, Londýn